# Poursuite individuelle féminine aux Jeux olympiques d'été de 1996
Navigation
Barcelone 1992 Sydney 2000
La poursuite individuelle féminine est l'une des huit compétitions de cyclisme sur piste aux Jeux olympiques de 1996. Elle consiste en une série de duels. Les deux cyclistes partent des côtés opposés de la piste et parcourent 12 tours (3 kilomètres) pour essayer de rejoindre l'adversaire. Si aucune cycliste n'est rejointe, les coureuses sont départagées au temps.

## Résultats

### Qualifications (25 juillet)
Les 12 participantes se mesurent dans des manches. La qualification pour le tour suivant n'est pas automatique pour les vainqueurs de ces duels. Ce sont les cyclistes avec les huit meilleurs temps qui se qualifient pour les quarts de finale.
| Rang | Cycliste           | Pays             | Temps                  | Notes |
| ---- | ------------------ | ---------------- | ---------------------- | ----- |
| 1    | Antonella Bellutti | Italie           | 3 min 34 s 130 (RM/RO) | Q     |
| 2    | Marion Clignet     | France           | 3 min 35 s 774         | Q     |
| 3    | Yvonne McGregor    | Grande-Bretagne  | 3 min 39 s 545         | Q     |
| 4    | Rebecca Twigg      | États-Unis       | 3 min 39 s 849         | Q     |
| 5    | Judith Arndt       | Allemagne        | 3 min 40 s 335         | Q     |
| 6    | Sarah Ulmer        | Nouvelle-Zélande | 3 min 43 s 176         | Q     |
| 7    | Rasa Mažeikytė     | Lituanie         | 3 min 43 s 590         | Q     |
| 8    | Kathy Watt         | Australie        | 3 min 43 s 658         | Q     |
| 9    | May Britt Hartwell | Norvège          | 3 min 43 s 824         |       |
| 10   | Natalia Karimova   | Russie           | 3 min 45 s 246         |       |
| 11   | Wang Qingzhi       | Chine            | 3 min 49 s 823         |       |
| 12   | Seiko Hashimoto    | Japon            | 3 min 52 s 745         |       |

### 1/4 de finale (25 juillet)
Dans les quarts de finale, les coureuses s'affrontent sur une manche. Les vainqueurs se qualifient pour les 1/2 finales et les perdantes reçoivent un rang en fonction de leur temps.
| Série | Rang | Cycliste           | Pays             | Temps                  |
| ----- | ---- | ------------------ | ---------------- | ---------------------- |
| 1     | 1    | Judith Arndt       | Allemagne        | 3 min 38 s 898         |
| 1     | 2    | Rebecca Twigg      | États-Unis       | 3 min 41 s 611         |
| 2     | 1    | Yvonne McGregor    | Grande-Bretagne  | 3 min 41 s 287         |
| 2     | 2    | Sarah Ulmer        | Nouvelle-Zélande | 3 min 45 s 761         |
| 3     | 1    | Marion Clignet     | France           | 3 min 36 s 446         |
| 3     | 2    | Rasa Mažeikytė     | Lituanie         | 3 min 42 s 129         |
| 4     | 1    | Antonella Bellutti | Italie           | 3 min 32 s 371 (RM/RO) |
| 4     | 2    | Kathy Watt         | Australie        | rejoint                |

### 1/2 finales (26 juillet)
Dans les demi-finales, les coureuses s'affrontent sur une manche. Les vainqueurs se qualifient pour la finale et les perdants reçoivent un rang en fonction de leur temps. Il n'y a donc pas de match pour la médaille de bronze.
| Série | Rang | Cycliste           | Pays            | Temps          |
| ----- | ---- | ------------------ | --------------- | -------------- |
| 1     | 1    | Marion Clignet     | France          | 3 min 35 s 412 |
| 1     | 2    | Judith Arndt       | Allemagne       | 3 min 38 s 744 |
| 2     | 1    | Antonella Bellutti | Italie          | 3 min 34 s 404 |
| 2     | 2    | Yvonne McGregor    | Grande-Bretagne | 3 min 40 s 885 |

### Finale (26 juillet)
Les coureuses qualifiées au tour précédent se rencontrent pour le titre olympique.
| Rang | Cycliste           | Pays   | Temps          |
| ---- | ------------------ | ------ | -------------- |
| 1    | Antonella Bellutti | Italie | 3 min 33 s 595 |
| 2    | Marion Clignet     | France | 3 min 38 s 571 |

## Sources
- Résultats